# Rotherham United F.C.
Rotherham United Football Club – angielski klub piłkarski z Rotherham, grający w League One.

## Obecny skład
Stan na 9 sierpnia 2018
| Nr | Poz. | Piłkarz                                |
| -- | ---- | -------------------------------------- |
| 1  | BR   | Marek Rodák (wypożyczony z Fulham)     |
| 2  | OB   | Zak Vyner (wypożyczony z Bristol City) |
| 3  | OB   | Joe Mattock                            |
| 4  | PO   | Will Vaulks                            |
| 5  | OB   | Semi Ajayi                             |
| 6  | OB   | Richard Wood                           |
| 7  | PO   | Anthony Forde                          |
| 8  | PO   | Matt Palmer                            |
| 9  | NA   | Jamie Proctor                          |
| 10 | NA   | David Ball                             |
| 11 | PO   | Jon Taylor                             |
| 12 | BR   | Lewis Price                            |
| 15 | OB   | Clark Robertson                        |

| Nr | Poz. | Piłkarz                                   |
| -- | ---- | ----------------------------------------- |
| 16 | PO   | Darren Potter                             |
| 18 | OB   | Ben Purrington                            |
| 19 | NA   | Kyle Vassell                              |
| 20 | OB   | Michael Ihiekwe                           |
| 22 | PO   | Joe Newell                                |
| 23 | PO   | Ryan Williams                             |
| 24 | NA   | Michael Smith                             |
| 26 | OB   | Sean Raggett (wypożyczony z Norwich City) |
| 27 | NA   | Alex Bray                                 |
| 28 | OB   | Billy Jones                               |
| 29 | OB   | Emmanuel Onariase                         |
| 30 | BR   | Laurence Bilboe                           |
| 40 | BR   | Ben Wiles                                 |